# UNIMA

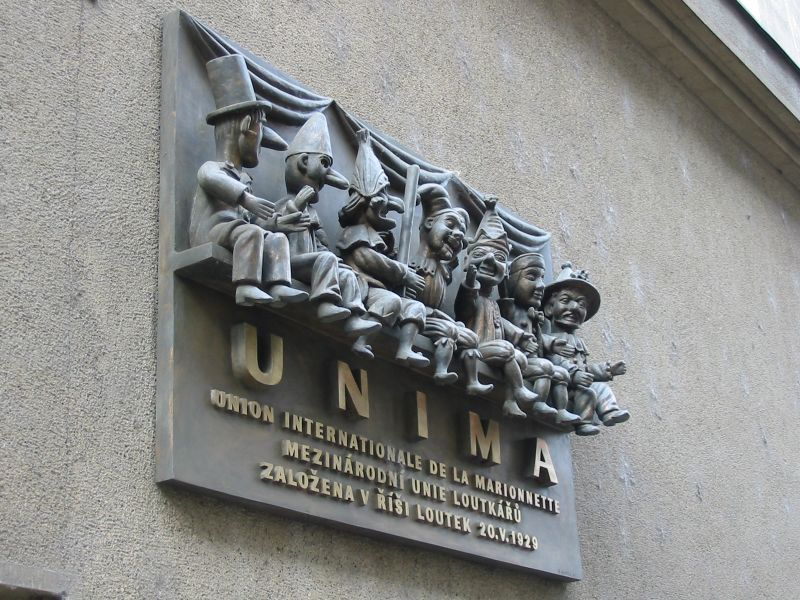
Pamětní deska v Praze

UNIMA (francouzsky Union International de la Marionnette, česky Mezinárodní loutkářská unie) je první mezinárodní loutkařskou organizací. Založena byla roku 1929 v Československu, které bylo v té době považováno za ráj loutkového divadla. Později přesunula své ústředí do Paříže.

## Historie
Kolem roku 1930 působilo v Československu zhruba 3000 loutkových divadel pod různými spolky či na školách. Navazovali na daleko starší existenci lidových loutkářů a herců v Evropě. V době mezi světovými válkami v Československu u nás působily i významné scény, zejména v Plzni Loutkové divadlo feriálních osad, kde vznikaly dodnes známé loutky Spejbla a Hurvínka. 
Široká a kvalitní základna dala vzniknout Mezinárodní loutkářské organizaci. Stalo se tak 20. května 1929 v pražském divadle Říše loutek. Zakládajícími členy bylo 11 evropských států a prvním předsedou se stal PhDr Jindřich Veselý. Do roku 1972 byla sídlem generálního sekretariátu této organizace Praha. Později přesídlil do Paříže. Po roce 2000 UNIMA sdružovala 9000 členů z 80 zemí pěti kontinentů.

## Činnost
UNIMA pořádá různá setkání, jako jsou kongresy, semináře, konference. Organizuje četné výstavy a festivaly ve světě.

## České středisko UNIMA
Československé středisko bylo zakládajícím členem unie. Po vzniku samostatné České republiky bylo roku 1993 založeno České středisko, které sídlilo v Divadelním ústavu (pozdější Institut umění – Divadelní ústav, IDU). Mimo jiné vydává časopis Loutkář a pořádá festival Přelet nad loutkářským hnízdem.
Při oslavách 50. výročí v roce 1979 byla na budově divadla Říše loutek odhalena pamětní deska, připomínající založení unie. Autorem desky byl sochař Bohumír Koubek. Na desce je zastoupeno 7 evropských zemí svými národními kašpárky: Tchantches (Belgie), Pulcinella (Itálie), Punch (Anglie), Kašpárek (Česko), Petruška (Rusko), Guignol (Francie) a Kasperl (Německo).

### Cena UNIMA – Erik
V letech 1991–1995 udělovalo České středisko UNIMA ocenění jednotlivcům či souborům za výrazný umělecký počin v oblasti profesionálního a amatérského loutkového divadla. Roku 1997 ji přejmenovala na cenu Erik, kterou udílela nejlepší inscenaci sezóny. Od roku 1999 došlo ke změně rozhodování, kdy kromě členů Českého střediska UNIMA hlasovali i diváci v anketě a oslovení odborníci i širší umělecká veřejnost. Cenu Erik tvoří plastika od výtvarníka Jaroslava Doležala.
Držiteli ceny UNIMA se stali:
| Rok  | Profesionální oblast                                                  | Amatérská oblast                                                                   |
| ---- | --------------------------------------------------------------------- | ---------------------------------------------------------------------------------- |
| 1991 | Josef Krofta za koncepci a realizaci projektu KALD DAMU               | Jiří Vorel za propagaci tradičního českého loutkového divadla na Všeobecné výstavě |
| 1992 | Marek Bečka a Buchty a loutky za inscenaci Tajemný cizinec            | Karel Šefrna za inscenaci Tak trochu                                               |
| 1993 | Jiří Vyšohlíd za inscenační a režijně herecký přínos                  | Ivana Faitlová                                                                     |
| 1994 | Jan Dvořák za oživení loutkářských aktivit a rozšíření jejich spektra | Olga Strnadová                                                                     |
| 1995 | Tomáš Dvořák za režijní práce v oboru za poslední dobu                | Ivana Faitlová                                                                     |

Cenu Erik získaly tyto inscenace:
- 1997: Bystrouška, liška (Soubor C, Svitavy)
- 1998: Tři zlaté vlasy děda vševěda (Divadlo DRAK, Hradec Králové)
- 1999: Zlatovláska (Divadlo Studna Hosín)
- 2000: Sávitrí (Divadlo Líšeň, Brno)
- 2001: Variace na slavné téma Cyrano (Divadlo DNO, Hradec Králové)
- 2002: Kabaret Tlukot a bubnování aneb Veliké putování (Divadlo Minor, Praha)
- 2003: Dlouhý, Široký a Bystrozraký (Katedra alternativního a loutkového divadla - KALD DAMU, Praha)
- 2004: Rocky IX (Buchty a loutky, Praha)
- 2005: Cirkus (Divadlo DNO, Hradec Králové)
- 2006: Tři mušketýři (Divadlo Alfa, Plzeň)
- 2007: Krvavé koleno (Divadlo Alfa, Plzeň)
- 2008: Obludárium (Divadlo bratří Formanů, Praha)
- 2009: Pohádka o Raškovi (Naivní divadlo Liberec)
- 2010: James Blond (Divadlo Alfa, Plzeň)
- 2011: Back to Bullerbyn (Amatérský loutkářský spolek Športniki a Loutkové Divadlo Maribor)
- 2012: Budulínek (Naivní divadlo Liberec)
- 2013: Dášeňka aneb Psí kusy – Haf! (Divadlo Husa na provázku, Brno)
- 2014: Poslední trik Georgese Méliѐse (Divadlo DRAK, Hradec Králové)
- 2015: Mami, už tam budem? (Divadlo Minor, Praha)
- 2016: Čechy leží u moře (Naivní divadlo Liberec)
- 2017: Jsou místa oblíbená tmou, kde nikdy a nic na ostrovech se skrývá odlehlých (Naivní divadlo Liberec)
- 2018: Bílý tesák (Divadlo DRAK, Hradec Králové)
- 2019:  Šššš. Šššš. Hůůů. Haf! (Naivní divadlo Liberec)[6]

## Muzeum loutek
Nejstarším a největším specializovaným loutkářským muzeem v České republice je Muzeum loutkářských kultur v Chrudimi otevřené 2. července 1972 v prostorách historického renesančního Mydlářovského domu.  Jeho vznik je přímo spojený s existencí UNIMA, kdy na ustavujícím kongresu v Praze v roce 1929 padl i návrh na zřízení mezinárodního divadelního muzea specializovaného na loutky. Realizace tohoto návrhu trvala dlouhých 43 let a to, že muzeum skutečně v roce 1972 vzniklo, bylo z valné části díky neúnavnému úsilí Jana Malíka, tehdejšího generálního sekretáře UNIMA.  V současnosti muzeum spravuje přes 50.000 sbírkových předmětů, z toho více než 9000 loutek z celého světa. Součástí muzea je rovněž specializovaná knihovna a badatelské centrum. V Prachaticích je na Velkém náměstí Muzeum české loutky a cirkusu, kde má své expozice Národní muzeum z Prahy. I zde je možné studovat i historii českého loutkářství. 